# UFC Fight Night: Royval vs. Taira
UFC Fight Night: Royval vs. Taira（ユーエフシー・ファイトナイト：ロイバル・バーサス・タイラ、別名UFC Fight Night 244、UFC on ESPN+ 102）は、アメリカ合衆国の総合格闘技団体「UFC」の大会の一つ。2024年10月12日、ネバダ州ラスベガスのUFC APEXで開催された。

## 大会概要
本大会はブランドン・ロイバルと平良達郎のフライ級戦が組まれた。

## 試合結果

### プレリミナリーカード
第1試合 フライ級 5分3R
○  クレイトン・カーペンター vs.  ルーカス・ホシャ ×
2R 2:12 リアネイキドチョーク
第2試合 135.5ポンド契約 5分3R
○  コーディ・ハドン vs.  ダン・アルグエタ ×
3R終了 判定3-0（30-27、30-27、30-27）
※アルグエタの体重超過によりバンタム級から変更。
第3試合 女子ストロー級 5分3R
○  ジュリア・ポラストリ vs.  コーリー・マッケンナ ×
3R終了 判定2-1（29-28、28-29、30-27）
第4試合 ヘビー級 5分3R
○  ジュニア・タファ vs.  ショーン・シャラフ ×
2R 2:15 TKO（スタンドパンチ連打）
第5試合 ウェルター級 5分3R
○  テンバ・ゴリンボ vs.  ニコ・プライス ×
3R終了 判定3-0（30-27、30-27、30-27）
第6試合 フェザー級 5分3R
○  パット・サバティーニ vs.  ジョナサン・ピアース ×
1R 4:06 リアネイキドチョーク
第7試合 フライ級 5分3R
○  ラマザン・テミロフ vs.  CJ・ベルガラ ×
1R 2:50 TKO（スタンドパンチ連打）

### メインカード
第8試合 ウェルター級 5分3R
○  ダニエル・ロドリゲス vs.  アレックス・モロノ ×
3R終了 判定2-1（28-29、29-28、29-28）
第9試合 ライト級 5分3R
○  グラント・ドーソン vs.  ラファ・ガルシア ×
2R 1:42 TKO（パウンド）
第10試合 172.5ポンド契約 5分3R
○  チディ・エンジョクアニ vs.  ジャレッド・グッデン ×
3R終了 判定3-0（30-27、30-27、30-27）
※グッデンの体重超過によりウェルター級から変更。
第11試合 ミドル級 5分3R
○  パク・ジュンヨン vs.  ブラッド・タヴァレス ×
3R終了 判定2-1（28-29、29-28、29-28）
第12試合 フライ級 5分5R
○  ブランドン・ロイバル vs.  平良達郎 ×
5R終了 判定2-1（47-48、48-47、48-47）

### 各賞
ファイト・オブ・ザ・ナイト：ブランドン・ロイバル vs. 平良達郎
パフォーマンス・オブ・ザ・ナイト：ラマザン・テミロフ、クレイトン・カーペンター
各選手にはボーナスとして5万ドルが授与された。

### カード変更
負傷などによるカードの変更は以下の通り。